# Copa del Rei de futbol 1912
La Copa del Rei de futbol 1912 va ser la desena edició de la Copa del Rei. Es va jugar al Camp del carrer Indústria de Barcelona, entre el 31 de març i el 7 d'abril de 1912. El FC Barcelona va guanyar el campionat, el segon títol del seu palmarès.

## Detalls
Es van inscriure a la competició un total de sis equips: Futbol Club Barcelona, Futbol Club Espanya de Barcelona, Irún Sporting Club, Athletic Club, Sociedad Gimnástica Española de Madrid i l'Acadèmia d'Infanteria de Toledo.
Poc abans de començar la competició, Athletic i Acadèmia d'Infanteria anunciaren la seva renúncia.

## Fase Final
|  | Semifinals                        | Semifinals          |                                  |   | Final | Final |
|  |                                   |                     |                                  |   |       |       |
|  | 31 de març – Indústria, Barcelona |                     |                                  |   |       |       |
|  |                                   |                     |                                  |   |       |       |
|  | FC Barcelona                      | 3                   |                                  |   |       |       |
|  | FC Barcelona                      | 3                   | 7 d'abril – Indústria, Barcelona |   |       |       |
|  | Futbol Club Espanya               | 0                   |                                  |   |       |       |
|  | Futbol Club Espanya               | 0                   | FC Barcelona                     | 2 |       |       |
|  | 1 d'abril – Indústria, Barcelona  |                     | FC Barcelona                     | 2 |       |       |
|  |                                   | Sociedad Gimnástica | 0                                |   |       |       |
|  | Sociedad Gimnástica               | Sociedad Gimnástica | 0                                | 2 |       |       |
|  | Sociedad Gimnástica               |                     |                                  | 2 |       |       |
|  | Irun SC                           | 1                   |                                  |   |       |       |
|  | Irun SC                           | 1                   |                                  |   |       |       |

## Semifinals
| FC Barcelona                          | 3–0     | Futbol Club Espanya |
| ------------------------------------- | ------- | ------------------- |
| A. Massana · José Rodríguez · Estévez | Informe |                     |

| Sociedad Gimnástica | 2–1 | Irun Sporting Club |
| ------------------- | --- | ------------------ |
| Gol · Gol           |     | Gol                |

## Final
| FC Barcelona                | 2 – 0   | Sociedad Gimnástica |
| --------------------------- | ------- | ------------------- |
| A. Massana · José Rodríguez | Informe |                     |

## Campió

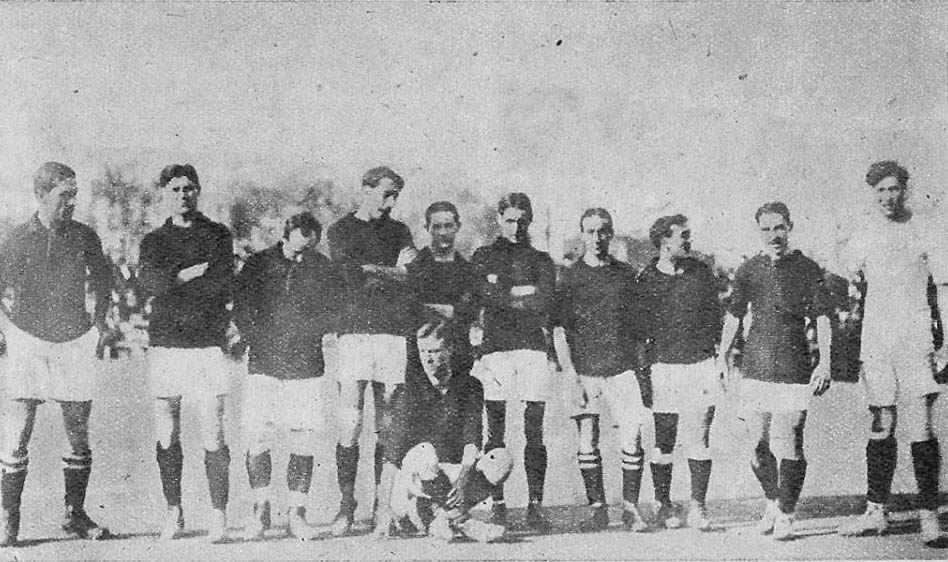
Equip del Barcelona campió.

| Campions de la Copa del Rei de 1912 |
| ----------------------------------- |
| · Futbol Club Barcelona · 2n títol  |